# Biserica de lemn din Stolojani

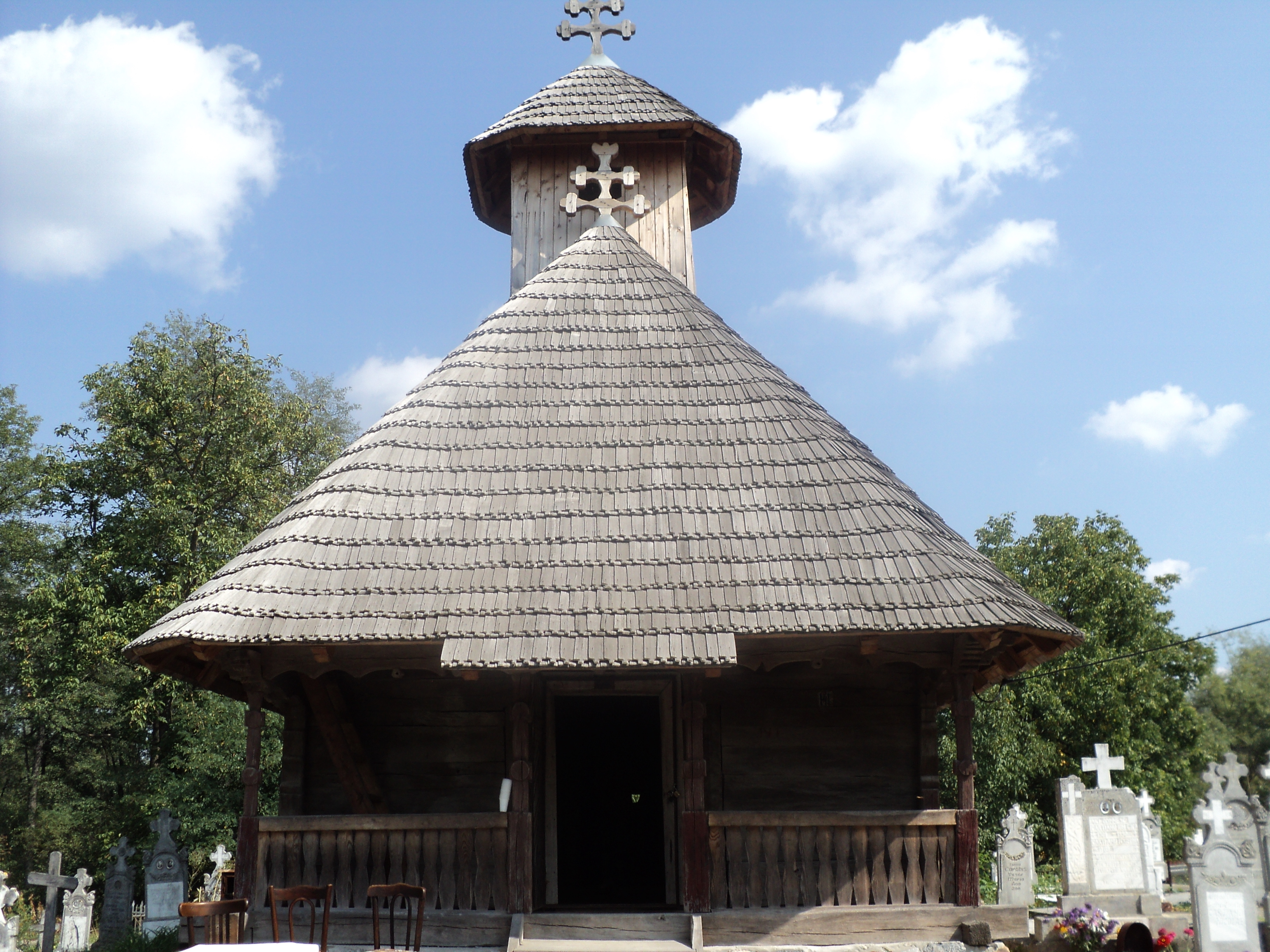
Biserica din Stolojani, Gorj-Cuțui. Foto 2010.

Biserica de lemn din Stolojani-Cuțui se află în localitatea omonimă din județul Gorj, cătunul Cuțui. Ea fost ridicată în anul 1674 și prefăcută în 1820. Biserica este înscrisă pe noua listă a monumentelor istorice, LMI 2004:  GJ-II-m-B-09388.

## Istoric
Prima biserică din Stolojani despre care se face mențiune este din anul 1662 când sunt amintiți „popa Radu si popa Lapotă”. Biserica din lemn este datată, se pare, din 1674. În urma unui amplu proces de restaurare din 2008 sub aceasta biserică s-a descoperit ruinele unui schit care se leagă de numele monahului Nicodim.

## Trăsături
Biserica este netencuită și inchisă cultului. Este acoperită cu șiță de brad, are clopotniță în turla cu un clopot și toacă deasupra în față. 